# Port lotniczy Dr. Juan Plate
Port lotniczy Dr. Juan Plate (IATA: VMI) – jeden z paragwajskich portów lotniczych, zlokalizowany w mieście Puerto Vallemi.